# Salle d'exposition de planification de Pékin
 (mai 2018).

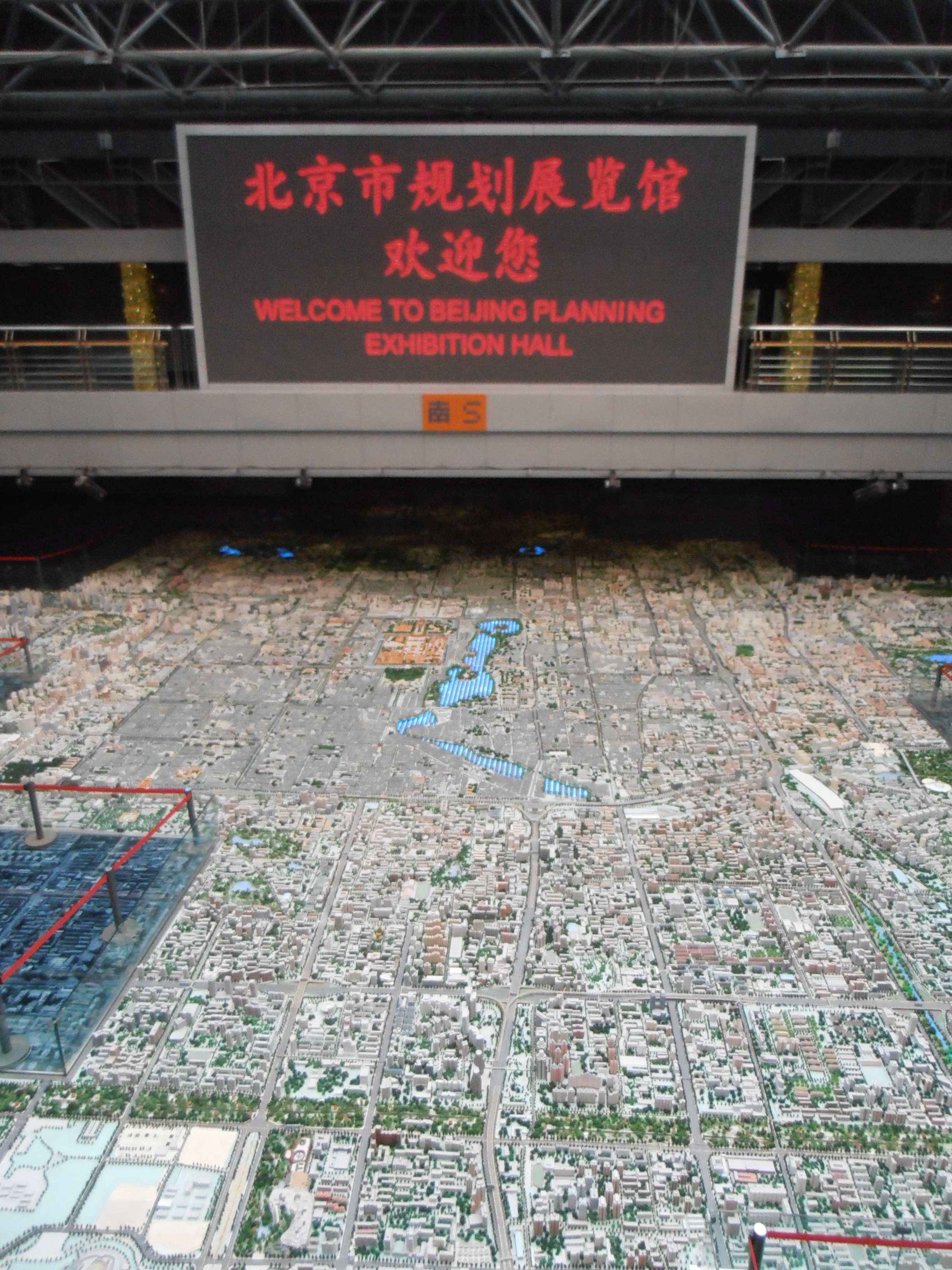

La Salle d'exposition de la planification de Pékin (北京 規劃 展覽館) est un musée consacré à l'urbanisme et situé à Pékin en Chine. Il a été ouvert en 2005 et a été le premier musée du pays consacré à l'urbanisme. Après son ouverture, de nombreux musées d'urbanisme ont été ouverts dans d'autres villes chinoises.